# Madon
A Madon folyó Franciaország területén, a Mosel bal oldali mellékfolyója.

## Földrajzi adatok
Vosges megyében a Vogézekban ered 410 méter magasan,  és Pont-Saint-Vincent-nél, Nancytól délre szintén Vosges megyében torkollik a Moselba. Hossza 97 km, vízgyűjtő területe 1032 km². Átlagos vízhozama 11 m³ másodpercenként.
Mellékfolyói az Illon, Gitte, Val d’Arol, Saule, Brénon és Colon.

## Megyék és városok a folyó mentén
- Vosges : Bainville-aux-Saules, Mirecourt, Haroué, Pulligny, Vagney és Remiremont.